# Flyeralarm
Die Flyeralarm GmbH ist eine Onlinedruckerei mit Hauptsitz in Würzburg. Das mittelständische Unternehmen ist im Bereich des elektronischen Handels sowie in der Herstellung und dem Vertrieb von Marketing- und Druckprodukten tätig. Das Druckereiunternehmen gehört zu 100 % dem Gründer und Geschäftsführer Thorsten Fischer. Flyeralarm unterhält in zwölf weiteren europäischen Ländern Niederlassungen.

## Geschichte

### Gründung und Anfangsjahre
Thorsten Fischer gründete Flyeralarm 2002 und wickelte Druckaufträge ab, die online eingingen; gedruckt wurde zunächst bei anderen Druckereien. Mit drei Mitarbeitern erwirtschaftete Flyeralarm nach eigenen Angaben bereits im ersten Geschäftsjahr mehr als 250.000 Euro Umsatz. 2006 kaufte Fischer die ersten eigenen Druckmaschinen und arbeitete bis 2010 mit 20 Großformat- und 10 Mittelformatdruckmaschinen. 2006 verschmolz Flyeralarm mit der Towergroup Besitz GmbH, Greußenheim, die zukünftig unter dem Namen Flyeralarm GmbH tätig war. Im selben Jahr gründeten Christoph Schleunung (Geschäftsführer der Schleunungdruck GmbH, Marktheidenfeld) und Fischer das Druckhaus Mainfranken GmbH. Von 2007 bis 2019 teilten sich Fischer und Tanja Hammerl die Geschäftsleitung bei Flyeralarm. 2009 verlegte das Unternehmen seinen Hauptsitz von Greußenheim nach Würzburg. Im Folgejahr begann Flyeralarm, gegen einen Aufpreis den Druck auf klimaneutralem Papier anzubieten.

### Ausweitung der Geschäftstätigkeit ab 2013
2013 begann das Unternehmen mit der Entwicklung und dem Vertrieb von Fotoprodukten, hauptsächlich individuell gestaltbare Fotobücher. Im Folgejahr weitete Flyeralarm seine Unternehmenstätigkeit auf weitere Länder, wie etwa die Schweiz und Belgien, aus. Zuvor war das Unternehmen bereits in Großbritannien, Italien, Frankreich, Spanien, Österreich und Polen tätig gewesen. 2014 startete Flyeralarm außerdem seine Geschäftstätigkeit im Bereich 3D-Druck. Hierfür wurde die Marke My3D, die lebensechte 3D-Druck-Figuren produziert, geschaffen.
Im Jahr 2015 erweiterte Flyeralarm sein Angebot für Großkunden (etwa Werbetechnik, Beratungsdienstleistungen, Druckdienstleistungen) und kündigte im Herbst an, zukünftig auch im Bereich Textildruck tätig zu sein. Im Zuge dessen erweiterte das Unternehmen sein Angebot um beispielsweise Fleecejacken, Bistroschürzen sowie T-Shirts.
2016 erwarb die Flyeralarm Menu Design GmbH, eine Tochtergesellschaft von Flyeralarm, die alleinigen Vertriebsrechte für Speisekarten und Hotelzimmermappen der amerikanischen Marke Boxerbrand in Europa. Im Folgejahr gründete Flyeralarm die Flyeralarm Packaging GmbH, Greußenheim für die Herstellung und den Vertrieb von Etiketten, Verpackungen sowie Portionspackungen. Seit 2017 besteht eine Kooperation zwischen Flyeralarm und der Deutschen Post AG; hierfür wurde ein gemeinsamer Onlineshop (seit 2021 unter dem Namen Flyeralarm Mailings) gegründet. Im Jahr 2020 gründete das Unternehmen Flyeralarm Global Soccer, dessen Leiter bis 2021 der ehemalige deutsche Nationalspieler Felix Magath war.
Neben der Beteiligung am Druckhaus Mainfranken unterhält Flyeralarm Anteile an weiteren Tochterunternehmen. Stand 2023 sind insgesamt rund 700 Mitarbeiter in der Verwaltung sowie circa 1800 Mitarbeiter in der Produktion tätig. Im Geschäftsjahr 2021 erwirtschaftete die Flyeralarm GmbH 287,4 Millionen Euro.
Das Unternehmen fertigt seine Produkte großteils in Deutschland an; hierfür nutzt Flyeralarm die 15 Produktionsstandorte in Mainfranken und dem Großraum Dresden. Weitere Niederlassungen des Unternehmens befinden sich in Österreich, Schweiz, Italien, Spanien, Belgien, Dänemark, Schweden, Rumänien, den Niederlanden, Frankreich und in Dubai.

## Produkte
Das Unternehmen druckt mit hohem Automatisierungsgrad Produkte wie Plakate, Flyer, Briefpapier, Kalender, Broschüren, Einladungskarten, Visitenkarten und Hochglanzmagazine. Außerdem bedruckt Flyeralarm beispielsweise Getränkedosen, Fahnen und Lkw-Planen.
Des Weiteren ist das Unternehmen im Vertrieb, der Vermittlung und Entwicklung von digitalen Marketingangeboten – etwa über das 2022 gegründete Tochterunternehmen Flyeralarm Digital GmbH – tätig. Flyeralarm Digital entwickelt und vertreibt Softwareprodukte, wie beispielsweise ein Computerprogramm für die Suchmaschinenoptimierung.

## Sponsoring und Partnerschaften im Sportbereich
Flyeralarm ist Partner verschiedener Sportvereine, wie dem FC Bayern Basketball und dem FC Admira Wacker Mödling. Zudem ist das Unternehmen Bandenpartner der Deutschen Herren-Fußballnationalmannschaft.
Im Frauenfußball war Flyeralarm von 2013 bis 2021 Partner der Frauen-Nationalmannschaft und Bandenwerbepartner der U-21-Nationalmannschaft. Von 2019 bis 2023 fungierte Flyeralarm als Namenssponsor der Frauen-Bundesliga des Deutschen Fußball-Bundes (DFB) und als Titelsponsor der Flyeralarm-Ruder-Bundesliga. Des Weiteren unterstützte Flyeralarm den Weltmeister im Langstrecken-Freiwasserschwimmen Thomas Lurz sowie den Deutschen Squash-Meister Simon Rösner.

## Weitere Partnerschaften
- Partnerschaft mit dem Bundesverband Druck und Medien e. V.[43]
- Partnerschaft mit BVMW e. V.[44]

## Auszeichnungen
- 2014–2023: Deutscher Fairness-Preis[45][46][47]
- 2018–2020: Druck & Medien Awards: 2018 – Ausbildungsbetrieb des Jahres, 2019 – Kunden- & Verkaufsteam des Jahres, 2020 – Innovative Online-Druckerei des Jahres[48]
- 2018–2019: Top Ausbildungsbetrieb, zertifiziert durch das unabhängige Deutsche Institut für Qualitätsstandards und -prüfung e. V. (DIQP)[49][50]
- 2018: Bayerischer Printpreis[51][52]
- 2018: GC Management Award[53]
- 2017: Aufnahme in die „Top 100 Wachstums- und Ertragsstars aus dem Mittelstand“[54]
- 2017, 2012: Bayerns Best 50[55][56]
- 2016: Hidden Champion, Kategorie „Change“[57]
- 2016: Digital Champion Award[58]
- 2014: Aufnahme in die 50 innovativsten Mittelständler (Auszeichnung der Munich Strategy Group)[59]
- 2012: Aufnahme in die 100 besten Mittelständler in Deutschland (Auszeichnung der Munich Strategy Group)[60]
- 2008: Bayerischer Gründerpreis, Kategorie „Aufsteiger“[61]

## Kritik
2010 wurde Flyeralarm wegen der Behinderung einer Betriebsratswahl von Verdi angezeigt. Nachdem das Unternehmen einen eigenen Betriebsrat gegründet hatte, wurde das Verfahren vom Arbeitsgericht eingestellt. Darüber hinaus wurde vonseiten der Gewerkschaft kritisiert, dass die Löhne für Angestellte weit unter dem üblichen Tariflohn lägen. Diesbezüglich legte ein Sprecher des Unternehmens dar, dass sich die Bezahlung der Produktionsmitarbeiter am Tarifvertrag orientiere, wohingegen vonseiten der Gewerkschaft das Fehlen jedweder Tarifbindung bemängelt wurde. Nach Aussage von Flyeralarm entlohne das Unternehmen die Angestellten im Druckereibereich (Druckhaus Mainfranken) nach Tarif. Das Unternehmen Flyeralarm sei jedoch kein Druck-, sondern ein Medienunternehmen, wodurch der Tarifvertrag für Drucker in diesem Unternehmensbereich nicht gelte.
Personelle Verbindungen zur neureligiösen Bewegung Universelles Leben sorgten für Gerüchte über mögliche Verbindungen des Unternehmens, da die ehemalige Co-Geschäftsführerin Tanja Hammerl vor ihrer Tätigkeit im Unternehmen von 2002 bis 2003 Prokuristin der Gabriele-Stiftung gewesen war. Dieser Stiftung wurde nachgesagt, aufgrund der Namensgebung (nach Gabriele Wittek, der Gründerin des Universellen Lebens) mit dem Universellen Leben in Verbindung zu stehen. Der Vorwurf einer möglichen Verbindung von Flyeralarm zu der Bewegung wurde von der Geschäftsführung verneint, da weder Hammerl noch Fischer oder das gesamte Unternehmen der Glaubensgemeinschaft angehören würden.